# Superficie di Titano
La missione Cassini ha rilevato che la superficie di Titano è relativamente liscia: le poche formazioni simili a crateri da impatto sembra siano state riempite, forse da piogge di idrocarburi o vulcani. L'area attualmente mappata non sembra presentare variazioni in altezza più alte di 50 metri; tuttavia l'altimetria radar ha coperto al momento solo parte della regione polare Nord. 

## Orografia
La superficie di Titano è segnata da vaste regioni di terreno chiaro e scuro, inclusa un'area grande come l'Australia identificata dalle immagini all'infrarosso provenienti dal Telescopio spaziale Hubble e dalla sonda Cassini. Questa regione è stata chiamata Xanadu ed è relativamente elevata. Ci sono altre zone scure presenti su Titano, osservate dal suolo e dalla sonda Cassini. Si ipotizza che possano essere mari di metano o etano, ma altre osservazioni sembrano indicare altre ipotesi (vedere sotto). Inoltre sono state individuate alcuni segni lineari misteriosi, che potrebbero indicare attività tettoniche, e regioni con materiale chiaro intersecate da lineamenti scuri.

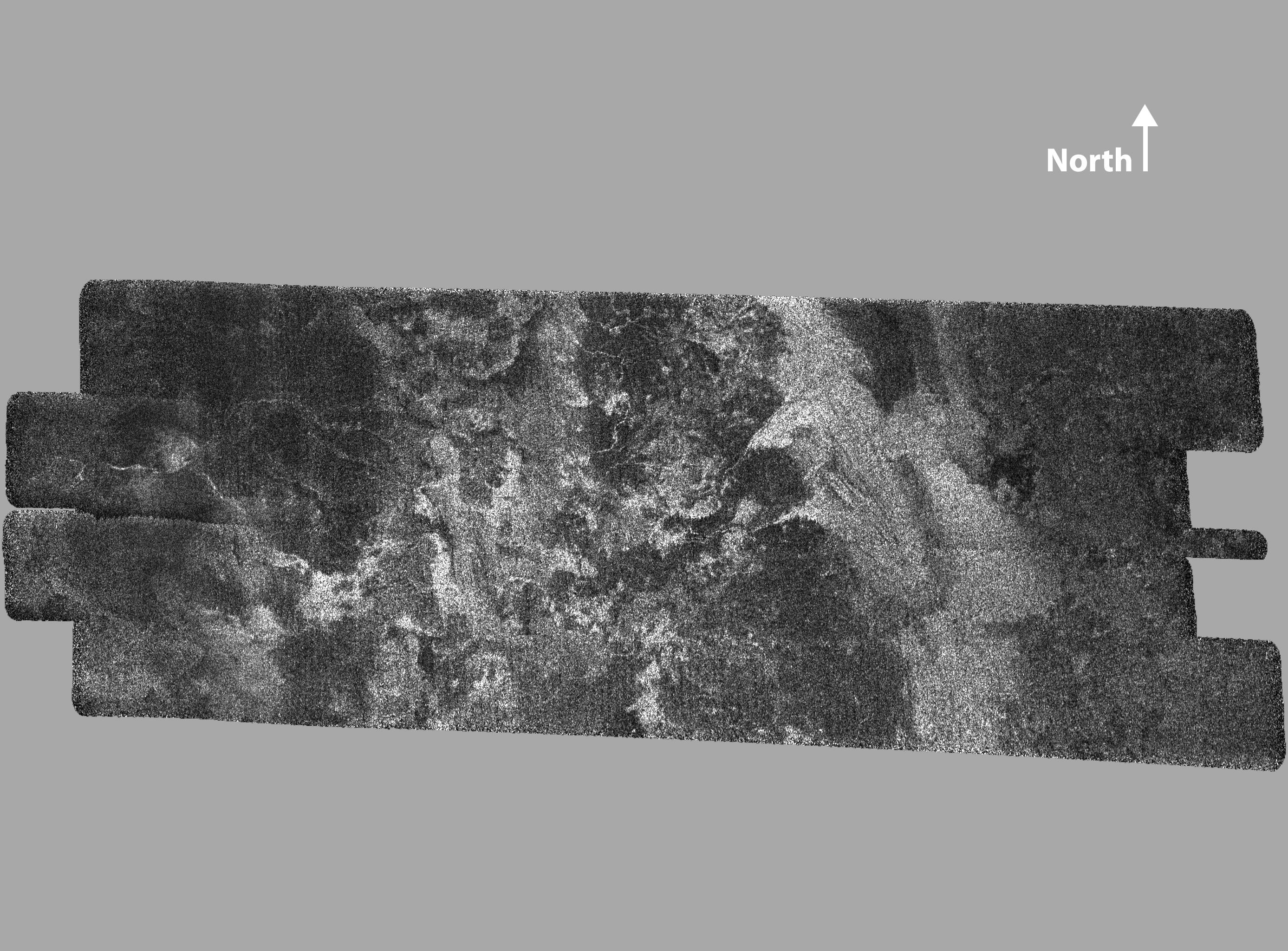
Una delle prime immagini radar della complessa superficie di Titano

Per studiare e comprendere meglio la struttura della superficie, la sonda Cassini ha usato un altimetro radar e il syntetic aperture radar imaging per mappare porzioni di Titano durante i fly-by ravvicinati. Le prime immagini hanno rivelato una geologia varia e complessa con aree lisce e altre ruvide. Alcune strutture sembrano derivate da fenomeni di criovulcanismo, da cui potrebbero eruttare acqua e ammoniaca e striature che sembrano causate da particelle soffiate dal vento.
I dati del Syntetic Aperture Radar raccolti durante un fly-by il 15 febbraio 2005 hanno mostrato caratteristiche superficiali ancora più interessanti, tra cui un bacino da impatto largo 440 km (visto dalla Stazione spaziale internazionale come una regione con zone concentriche chiare e scure), un cratere più piccolo di circa 60 km che presenta un fondo piatto e regioni con linee chiare e scure quasi parallele che potrebbero essere dune formate da sabbia ricca di ghiaccio o idrocarburi.

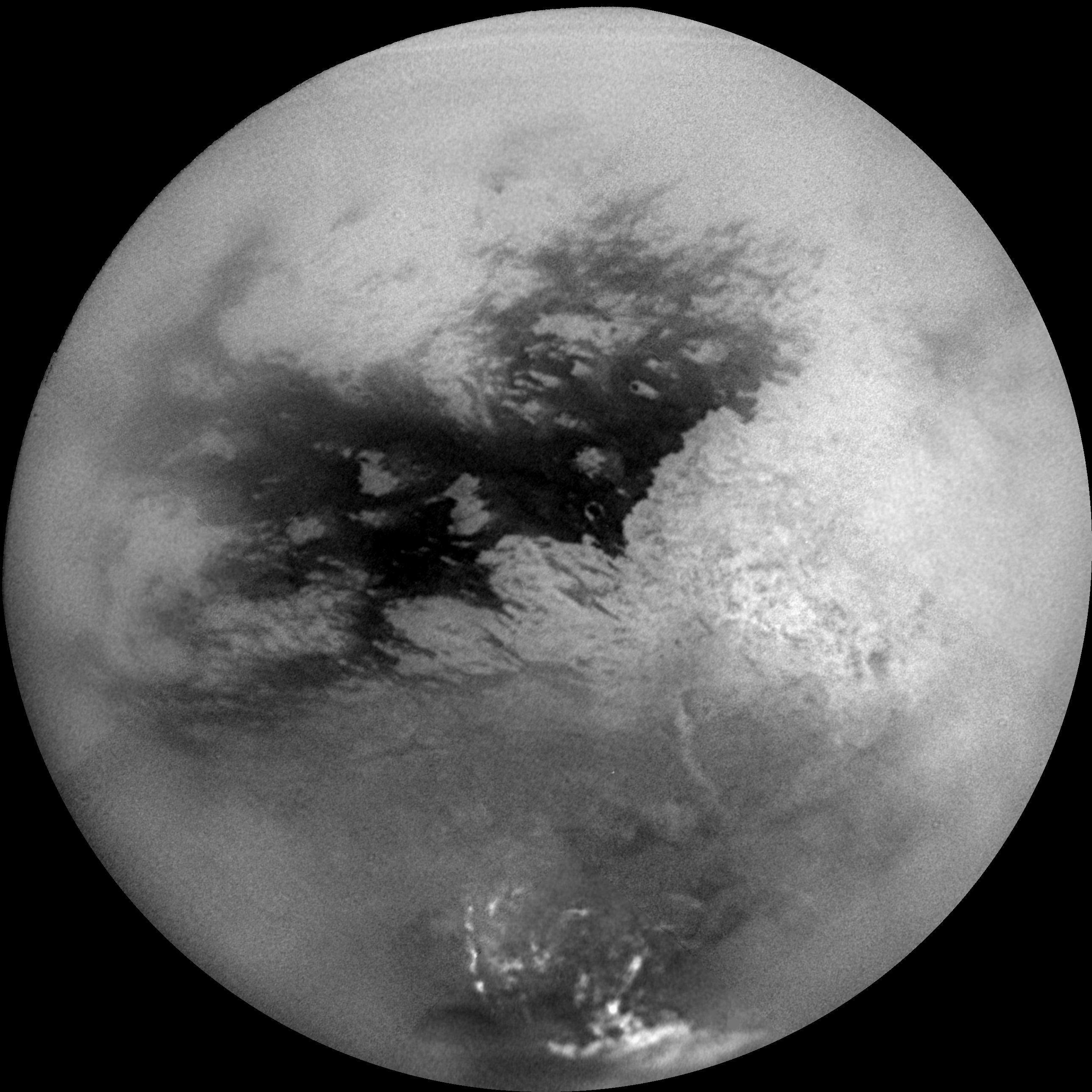
"Xanadu" è la regione chiara nella zona centrodestra di questa immagine

La sonda Huygens atterrò nella vasta pianura chiamata Shangri-La vicino ad una regione chiara chiamata Adiri e fotografò colline chiare con 'fiumi' scuri che erano diretti verso una pianura scura. Attualmente si ritiene che queste colline (dette anche altopiani) siano composte principalmente di ghiaccio d'acqua. Si ipotizza inoltre che siano possibili piogge di composti organici di colore scuro, che vengono creati nell'alta atmosfera dalla radiazione ultravioletta del sole. Una volta sulla superficie, sarebbero "lavati" via dalle colline da piogge di metano e si depositerebbero in tempi lunghissimi sulle pianure.

## Liquidi su Titano

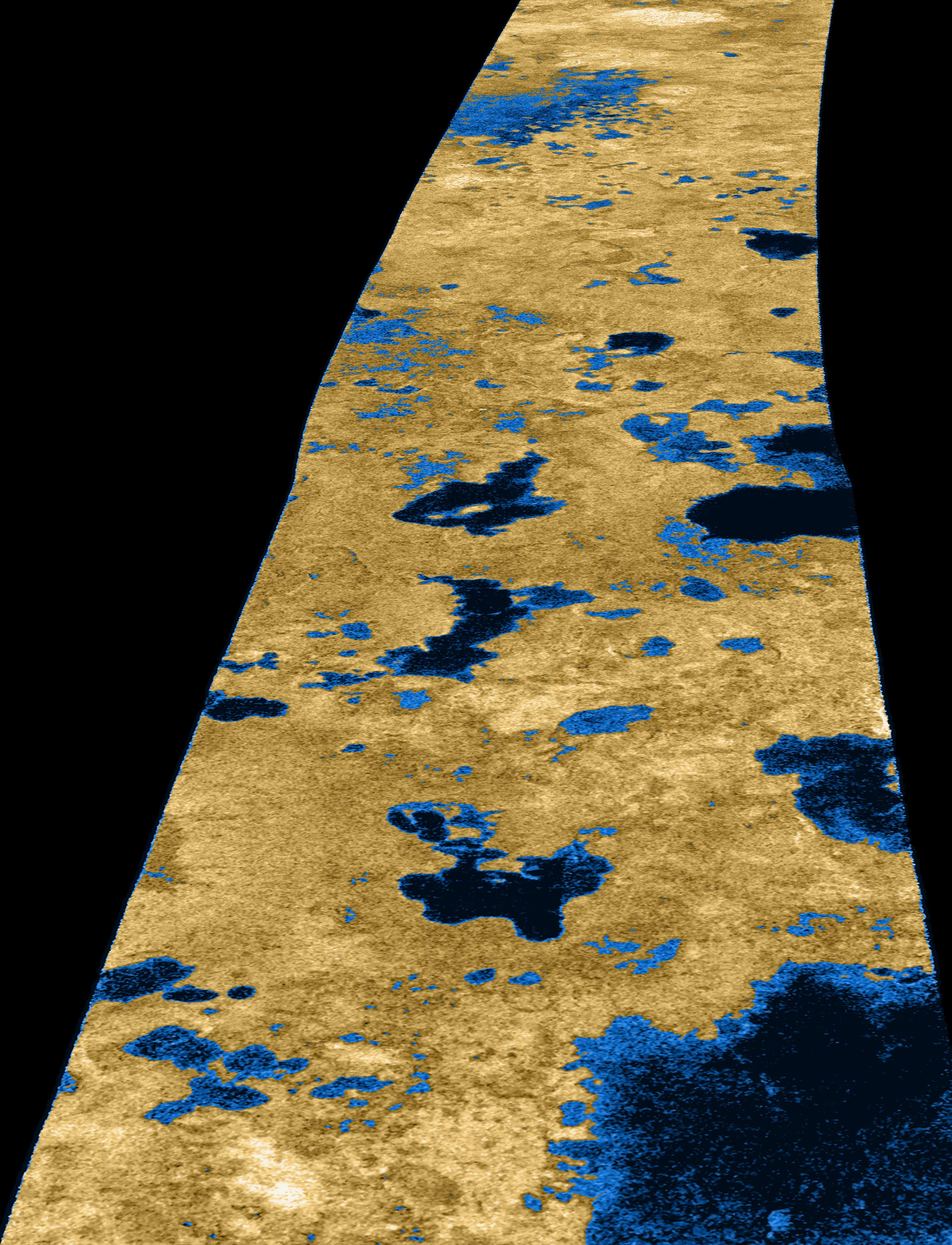
Immagine della superficie di Titano ricevuta dalla sonda Cassini

Quando la sonda Cassini arrivò nel sistema di Saturno, si sperava di poter rilevare laghi oppure oceani liquidi tramite il riflesso della luce del sole, ma non venne osservato un tale fenomeno.
Le scoperte della sonda Huygens atterrata su Titano il 14 gennaio 2005 non comprendono aree liquide, anche se forniscono forti indizi di presenza di liquidi nel passato recente. Le immagini mostrano colline chiare segnate da canali scuri (chiamati flumina), che sfociano in una vasta regione scura e piatta. È stato ipotizzato che queste regioni scure possano essere laghi di sostanze fluide o catramose. Tuttavia, la sonda è atterrata in una zona scura, che è risultata solida.
Non sono presenti tracce evidenti di liquidi nel sito di atterraggio. Un penetrometro ha studiato la composizione della superficie quando la sonda ha effettuato l'atterraggio, e si pensò inizialmente che la consistenza del terreno fosse simile a sabbia, argilla umida o forse crème brûlée (ovvero una crosta dura che ricopre un materiale liquido). Tuttavia, analisi successive suggerirono che le letture dei dati fossero state causate dalla sonda che avrebbe spostato grossi ciottoli mentre atterrava e che la superficie assomiglierebbe maggiormente ad una "sabbia" costituita da granelli di ghiaccio. Le immagini riprese dopo l'atterraggio mostrano una pianura coperta di sassi arrotondati, i quali potrebbero essere costituiti da ghiaccio d'acqua, che potrebbero aver subito l'azione di qualche fluido.
L'assenza di conferme sulla presenza di laghi su Titano portò alcuni scienziati alla conclusione che molte caratteristiche della luna potessero essere state causate da criovulcanismo, piuttosto che dallo scorrimento di liquidi. Tuttavia, è stato anche ipotizzato che la sonda sia atterrata durante una stagione secca, quando i laghi creati da forti piogge di metano potrebbero essere evaporati. Il periodo che trascorre tra i periodi di pioggia è sconosciuto e il piccolo sito di atterraggio esaminato non è sufficiente per effettuare valutazioni globali.
Due recenti sviluppi hanno, tuttavia, dato vita all'ipotesi di laghi nel polo Sud, dove sono stati osservati raggruppamenti di nuvole. Una enigmatica zona scura al polo, detta Ontario Lacus potrebbe essere un lago creato dalle precipitazioni provenienti dalle nuvole. Una possibile linea costiera è stata individuata al polo attraverso le immagini radar, ma queste rilevazioni sono attualmente incerte.
Le analisi dei dati raccolti dalla sonda Cassini hanno permesso di concludere che l'Ontario Lacus è costituito da etano, presente in soluzione liquida assieme a metano e altri idrocarburi. Questa scoperta conferma la teoria che sul satellite di Saturno sia presente un ciclo idrologico basato sul metano, analogo a quello terrestre basato sull'acqua. Sono state infatti trovate delle prove consistenti di fenomeni di evaporazione, piogge e canali naturali scavati da fluidi.
Recenti analisi dei dati raccolti dallo spettrometro VIMS (Visual and Infrared Mapping Spectrometer) a bordo di Cassini, presentate il 12 ottobre 2008 in occasione del 40º incontro annuale della Divisione per le scienze planetarie (Division for Planetary Sciences) dell'American Astronomical Society, hanno rivelato la presenza di un sottile strato di metano liquido, profondo meno di un millimetro, in corrispondenza delle zone scure presenti nelle regioni equatoriali del pianeta. Queste regioni potrebbero quindi essere acquitrini, piuttosto che laghi. Un'alternativa è che, nonostante la maggiore profondità dei laghi, la luce solare non riesca a penetrarli e che quindi lo strumento non riesca a rilevarne la profondità. Resta valida la possibilità che laghi più profondi siano presenti in corrispondenza del polo nord di Titano.

## Dune di sabbia

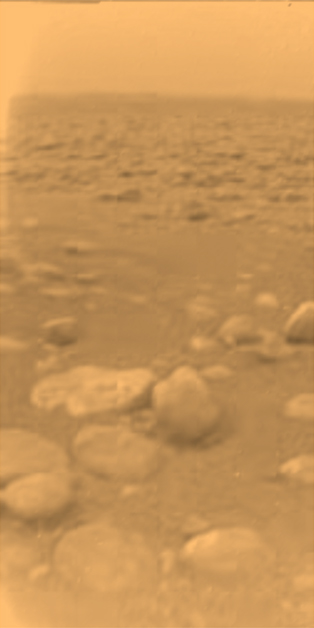
La foto del sito di atterraggio catturata dalla sonda Huygens.

Le dune di sabbia potrebbero esser state create dai venti generati dalle forze di marea provocate da Saturno nell'atmosfera di Titano, circa 400 volte più forti di quelle della Luna sulla Terra.
Questi venti creano dune in lunghe linee parallele, che si interrompono attorno alle montagne, dove la direzione del vento viene deviata.
La sabbia potrebbe essere formata quando il metano liquido piovuto ha eroso le rocce di ghiaccio, forse sotto forma di alluvioni istantanee. In alternativa, la sabbia potrebbe provenire da solidi organici prodotti dalle reazioni fotochimiche nell'atmosfera.

### Caratteristiche del sito di atterraggio
Huygens atterrò in una pianura di colore scuro coperta di piccole rocce e ciottoli, composti di ghiaccio d'acqua.
Le due rocce appena sotto il centro dell'immagine sulla destra sono più piccole di quanto appaiano: quella a sinistra misura circa 15 cm, e quella al centro misura 4 cm. Sono posizionate ad una distanza di 85 cm dalla sonda. Ci sono prove di erosione alla base delle rocce, che potrebbero indicare una qualche attività fluviale. La superficie si è rivelata più scura delle previsioni, consistente di un misto di ghiaccio d'acqua e idrocarburi. Si pensa che il suolo visibile nelle immagini sia stato formato dalle precipitazioni di idrocarburi.